# Xã Vermont, Quận Edmunds, Nam Dakota
Xã Vermont (tiếng Anh: Vermont Township) là một xã thuộc quận Edmunds, tiểu bang Nam Dakota, Hoa Kỳ. Năm 2010, dân số của xã này là 35 người.